# برج السلع
برج ساحة سوق أبو ظبي العالمي 1 (برج السلع)، برج الصوة المربع 1 سابقًا، هو اسم ناطحة سحاب تقع في جزيرة المارية في أبو ظبي، عاصمة الإمارات العربية المتحدة.  
يقع المبنى في منطقة ساحة سوق أبوظبي العالمي وتم افتتاحه في أكتوبر 2012. يبلغ ارتفاع برج السلع 184 مترًا (604 قدمًا) ويتكون من 37 طابقًا. يحتوي البرج على 40400 متر مربع من المساحات المكتبية التي تم تأجيرها لشركات مثل Gulf Capital وأبو ظبي للتمويل وبوز آند كومباني وغيرها.

## أنظر أيضًا
- برج الصوة سكوير 2
- برج الصوة سكوير 3
- برج الصوة سكوير 4
- قائمة أطول المباني في إمارة أبوظبي